# Robert College

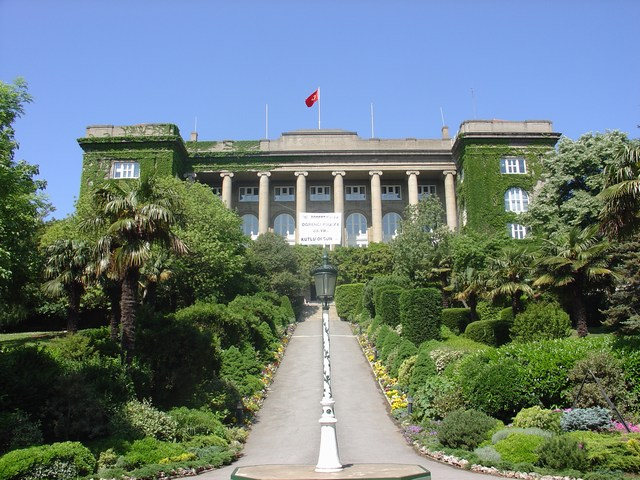
Gould Hall.

Robert College eller RC är en internatskola för gymnasieelever in Istanbul, Turkiet.